# Гимн освобождённому труду
«Гимн освобождённому труду» (Мистерия освобождённого труда) — советский агитфильм 1920 года, поставленный Александром Кугелем. Это экранизация одноимённой массовой пантомимы, на стихи Иосифа Гришашвили, состоявшейся 1 мая 1920 года в Петрограде, у здания биржи на стрелке Васильевского острова, с участием четырёх тысяч человек. Оформил мистерию Юрий Анненков. Фильм не сохранился.